# کنیسه عزرا یعقوب
کنیسه عزرا یعقوب یکی از قدیمی‌ترین کنیسه‌های تهران واقع در در خیابان مصطفی خمینی (سیروس سابق) کوچه سنگی کوی حکیم شماره ۱۶ است.این کنیسه در محله قدیمی یهودیان عودلاجان واقع شده‌است. زمین کنیسه دارای وسعت ۴۸/۵۲۴ متر مربع می‌باشد. این کنیسه بنابر وصیت عزرا یعقوب در سال ۱۲۷۳ خورشیدی بنا گردید. عزرا یعقوب تاجری یهودی بود و اولین کسی بود که در تجارت و مبادلات بازرگانی با منچستر روابط برقرار کرده بود. او در زمستان ۱۲۷۳ بیمار شد و از دنیا رفت. بیوه عزرا یعقوب، صنوبر حق نظر طبق وصیت شوهرش قسمت اعظم ثروت او را در راه کارهای خیریه خرج نمود. او علاوه بر کنیسه یک آب انبار که احتیاج شش‌ماهه محله (عودلاجان) را کاملاً تأمین نماید و ساختمانی برای مکتب خانه (مدرسه) ساخت. همچنین او بودجه لازم برای ساختن یک کنیسه در بیمارستانی در اورشلیم را تأمین کرد. تا دهه ۱۳۴۰ خورشیدی این کنیسه یکی از مراکز مهم تجمع یهودیان در محله سرچال بوده‌است. در سال ۱۳۱۳ تا ۱۳۱۶ عدهٔ کثیری از یهودیان بخارا و سمرقند در کنیسه ساکن شدند که از طریق افغانستان و مشهد به تهران کوچ نموده بودند. این افراد سپس به کمک یهودیان کنیسه به اسرائیل مهاجرت کردند.
همچنین هنگام جنگ جهانی دوم، مهاجرین یهودی لهستان، پس از پناه آوردن به تهران، چندین خانواده یهودی لهستانی در این کنیسه سکنا دادند. کنیسه عزرا یعقوب در دهه ۱۳۴۰ به دلیل جابجایی یهودیان از محله عودلاجان به شمال تهران و پس از وقوع انقلاب ایران و مهاجرت یهودیان به خارج از ایران اعضای کثیری را از دست داد.
در سال ۱۳۸۳ خورشیدی کنیسای عزرا یعقوب به جهت داشتن ویژگی‌های معماری خاص دوران قاجار به وسیله انجمن کلیمیان تهران و حمایت سازمان میراث فرهنگی و گردشگری در ردیف آثار ملی ایران به ثبت رسیده‌است.